# College Station (Arkansas)
College Station és una concentració de població designada pel cens dels Estats Units a l'estat d'Arkansas. Segons el cens del 2000 tenia 766 habitants.

## Demografia
Segons el cens del 2000, College Station tenia 766 habitants, 260 habitatges, i 171 famílies. La densitat de població era de 264,1 habitants/km².
Dels 260 habitatges en un 23,1% hi vivien nens de menys de 18 anys, en un 26,5% hi vivien parelles casades, en un 32,7% dones solteres, i en un 34,2% no eren unitats familiars. En el 30,8% dels habitatges hi vivien persones soles el 10,4% de les quals corresponia a persones de 65 anys o més que vivien soles. El nombre mitjà de persones vivint en cada habitatge era de 2,67 i el nombre mitjà de persones que vivien en cada família era de 3,43.
Per edats la població es repartia de la següent manera: un 23,9% tenia menys de 18 anys, un 10,1% entre 18 i 24, un 22,8% entre 25 i 44, un 24,9% de 45 a 60 i un 18,3% 65 anys o més.
L'edat mediana era de 40 anys. Per cada 100 dones de 18 o més anys hi havia 87,5 homes.
La renda mediana per habitatge era de 14.191 $ i la renda mediana per família de 14.464 $. Els homes tenien una renda mediana de 25.893 $ mentre que les dones 17.000 $. La renda per capita de la població era de 9.498 $. Entorn del 60,2% de les famílies i el 53,1% de la població estaven per davall del llindar de pobresa.

## Poblacions més properes
El següent diagrama mostra les poblacions més properes.